# Juan de Moncayo
Juan de Moncayo y Gurrea, marqués de San Felices, fue un poeta español que nació en Zaragoza hacia 1615 y debió fallecer después de 1656. 

## Vida
Descendiente del ilustre noble Juan de Moncayo y Coscón, que fue virrey de Sicilia entre 1459 y 1462, y perteneciente al noble linaje de los Gurrea, fue admitido muy joven al servicio de Felipe IV. A la muerte de su madre, en 1635, heredó el título de marqués de San Felices.
Vivió en Zaragoza, donde mantuvo una tertulia de poetas seguidores del estilo de Góngora (como lo fue él mismo) y participó activamente en la Academia Literaria que reunió en su palacio el conde de Lemos, don Pedro Fernández de Castro.
Viajó a Madrid, donde debió frecuentar los ambientes literarios de la villa, a juzgar por los elogios que dedica a Lope de Vega, fray Hortensio Paravicino o Salcedo Coronel. También conoció el mundillo teatral, pues en su poema Atalanta e Hipómenes aparecen retratadas principales actrices de la época, como María de Córdoba, María de Morales y Juana Vázquez.

## Obra
En 1652 aparecen en Zaragoza sus Rimas, aunque quizá existió una edición anterior publicada en Lérida en 1636. Según se deduce del prólogo de una edición de las Rimas posterior, de 1656, la obra tuvo una buena acogida en Madrid.
Su más ambicioso poema, de tema mitológico, Atalanta e Hipómenes, consta de doce cantos que, además de la propia fábula, reúne asuntos muy dispares: desde una genealogía de los reyes de Aragón hasta un panegírico de literatos destacados.

## Estilo
Su estilo sigue de cerca el de Luis de Góngora, si bien muestra cierta contención debido al influjo que los hermanos Lupercio y Bartolomé Leonardo de Argensola ejercieron en toda la escuela aragonesa de poesía barroca. Toma del gongorismo un léxico cultista y una abundante imaginería de metáforas. Sin embargo, evita los hipérbatos demasiado violentos, tan característicos de la poesía de don Luis. Destacan en él la descripción suntuosa del paisaje y las etopeyas de personajes célebres.